# Guisande (Braga)

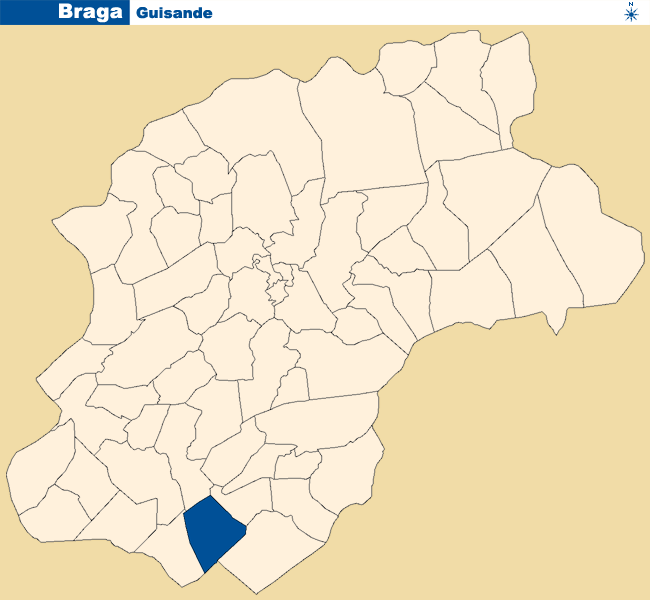

Guisande é uma povoação portuguesa do Município de Braga que foi sede da extinta Freguesia de Guisande, freguesia que tinha 2,47 km² de área e 538 habitantes (2011), e, por isso, uma densidade populacional de 217,8 hab/km².
A Freguesia de Guisande foi extinta em 2013, no âmbito de uma reforma administrativa nacional, tendo sido agregada à freguesia de São Pedro de Oliveira, para formar uma nova freguesia denominada União das Freguesias de Guisande e Oliveira (São Pedro) da qual é a sede.
Localidade tipicamente rural e minhota, situa-se num pequeno vale entre o monte do Penedo das Letras (468m) e o monte das Lages (355m), precisamente entre os quatro municípios mais desenvolvidos do Distrito de Braga, ou seja, Braga, Guimarães, Vila Nova de Famalicão e Barcelos.[carece de fontes?]
Aqui nasce o rio Guisande, pequeno afluente do rio Este. O vale contém inúmeros afloramentos graníticos, apesar de muitos estarem escondidos na vegetação. A sua riqueza geológica natural é das mais importantes na região circundante. O relevo acidentado e a presença de campos férteis nas redondezas, cativou a povoação castreja, que aí se instalou e permaneceu (Castro de Monte Redondo).

## População
| População da freguesia de Guisande (1864 – 2011) | População da freguesia de Guisande (1864 – 2011) | População da freguesia de Guisande (1864 – 2011) | População da freguesia de Guisande (1864 – 2011) | População da freguesia de Guisande (1864 – 2011) | População da freguesia de Guisande (1864 – 2011) | População da freguesia de Guisande (1864 – 2011) | População da freguesia de Guisande (1864 – 2011) | População da freguesia de Guisande (1864 – 2011) | População da freguesia de Guisande (1864 – 2011) | População da freguesia de Guisande (1864 – 2011) | População da freguesia de Guisande (1864 – 2011) | População da freguesia de Guisande (1864 – 2011) | População da freguesia de Guisande (1864 – 2011) | População da freguesia de Guisande (1864 – 2011) |
| ------------------------------------------------ | ------------------------------------------------ | ------------------------------------------------ | ------------------------------------------------ | ------------------------------------------------ | ------------------------------------------------ | ------------------------------------------------ | ------------------------------------------------ | ------------------------------------------------ | ------------------------------------------------ | ------------------------------------------------ | ------------------------------------------------ | ------------------------------------------------ | ------------------------------------------------ | ------------------------------------------------ |
| 1864                                             | 1878                                             | 1890                                             | 1900                                             | 1911                                             | 1920                                             | 1930                                             | 1940                                             | 1950                                             | 1960                                             | 1970                                             | 1981                                             | 1991                                             | 2001                                             | 2011                                             |
| 177                                              | 172                                              | 152                                              | 160                                              | 170                                              | 178                                              | 167                                              | 212                                              | 275                                              | 267                                              | 325                                              | 400                                              | 450                                              | 453                                              | 538                                              |

## História
'Villa Guisandi' é referida em documentos de 1112, sob o Monte Cossourado. Várias  inscrições encontradas em pedras da localidade assemelham-se a outras já catalogadas da Citânia de Briteiros e Castro de Sabrosa.
O relevo acidentado e a presença de campos férteis nas redondezas cativaram a população castreja que aí se instalou e permaneceu, como comprova o Castro de Monte Redondo. Junto a este castro, existem também dois penedos famosos que atestam a antiguidade desta povoação: o da Cadeirinha e o Malga ou Tigela.

## Património
- Castro de Monte Redondo ou Castro Monte Cossourado
- Necrópole do Alto Mediaval
- Igreja Paroquial
- Capela do Barrimau
- Capela do Senhor do Padrão
- Moinhos e azenhas no rio Guisande
- Casa e Capela da Quinta do Ribeiro (dos Álvares Ribeiro, séc. XVIII)